# Jesús Angulo (ur. 1998)
Jesús Alberto „Stitch” Angulo Uriarte (ur. 30 stycznia 1998 w Culiacán) – meksykański piłkarz występujący na pozycji lewego lub środkowego obrońcy, reprezentant Meksyku, od 2022 roku zawodnik Tigres UANL.